# Luins
Luins é uma comuna da Suíça, situada no distrito de Nyon, no cantão de Vaud. Tem 2,69 km² de área e sua população em 2018 foi estimada em 611 habitantes.